# Myriangium duriaei
Myriangium duriaei är en svampart som beskrevs av Mont. & Berk. 1845. Myriangium duriaei ingår i släktet Myriangium och familjen Myriangiaceae.   Inga underarter finns listade i Catalogue of Life.